# Diana López

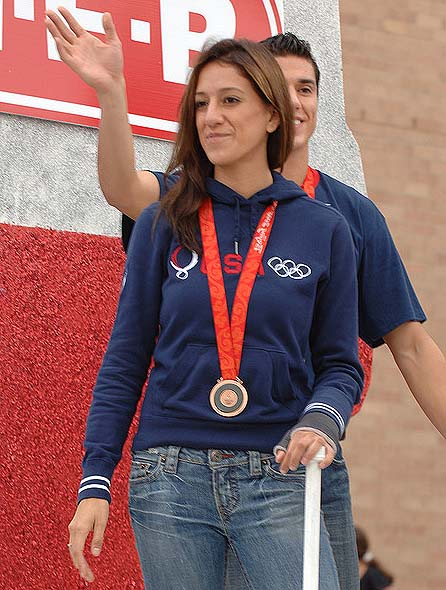
Diana López

Diana López född 7 januari 1984 i Houston, Texas, USA, är en amerikansk taekwondoutövare. 
Hon representerade USA i OS 2008 i Peking. López är yngre syster till taekwondoutövarna Mark och Steven Lopez. Hon lämnade Kempner High School 2002 och är nu student på University of Houston-Downtown. 2005 gjorde Diana, Mark och Steven historia genom att bli de tre första syskonen i någon sport att vinna VM-titeln vid samma mästerskap under VM i taekwondo i Madrid.
Hon tog OS-brons i fjäderviktsklassen i samband med de olympiska taekwondo-turneringarna 2008 i Peking.